# Todd Robinson
Todd Robinson (Pennsylvania, 19??) è un regista, sceneggiatore e produttore cinematografico statunitense.

## Biografia
Nato in Pennsylvania, Robinson si laureò all'Adelphi University di Long Island. Nel 1996 scrive e produce L'Albatross - Oltre la tempesta, per il regista Ridley Scott. Successivamente il regista scrive, dirige e produce The Legend of Billy the Kid, un film per la televisione per Disney Channel, per il quale vince un premio Emmy.  Nel 1995 scrive e dirige Wild Bill: Hollywood Maverick, un film documentario sul regista William A. Wellman. Nel 2006 scrive e dirige Lonely Hearts con John Travolta, James Gandolfini, Jared Leto e Salma Hayek. Nel 2009 dirige Amy Cook: The Spaces in Between, un documentario sul musicista Amy Cook. Nel 2012 ha scritto e diretto Phantom, uscito nel 2013. Nel 2020 ha sceneggiato e diretto Era mio figlio.